# Dvärgstenkrypare
Dvärgstenkrypare (Lithobius lapidicola) är en mångfotingart som beskrevs av Frederik Vilhelm August Meinert 1872. Dvärgstenkrypare ingår i släktet Lithobius och familjen stenkrypare. Enligt den svenska rödlistan är arten nära hotad i Sverige. Arten förekommer i Götaland och Svealand samt tillfälligtvis även i Nedre Norrland och Övre Norrland. Artens livsmiljö är skogslandskap, stadsmiljö. Inga underarter finns listade i Catalogue of Life.